# Line Printer Daemon

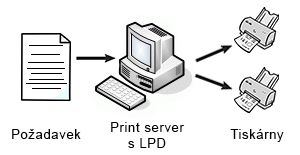
Schemat działania protokołu Line Printing Daemon

Line Printer Daemon (LPD), Line Printer Remote (LPR) lub Berkeley Printing System – zbiór programów do obsługi drukarek, oferujących również usługi serwera wydruku, przeznaczony dla systemów operacyjnych klasy Unix. Najpopularniejsze implementacje LPD to BSD i LPRng. Popularny w Linuksach CUPS ma wiele zapożyczeń z LPD.